# Игараси (Бразилия)
Игараси (порт. Igaracy) — муниципалитет в Бразилии, входит в штат Параиба. Составная часть мезорегиона Сертан штата Параиба. Входит в экономико-статистический микрорегион Пианко. Население составляет 6716 человек на 2006 год. Занимает площадь 192,258 км². Плотность населения — 34,9 чел./км².

## История
Город основан 26 октября 1962 года. 

## Статистика
- Валовой внутренний продукт на 2003 год составляет 12 530 286,00 реалов (данные: Бразильский институт географии и статистики).
- Валовой внутренний продукт на душу населения на 2003 год составляет 1919,47 реалов (данные: Бразильский институт географии и статистики).
- Индекс развития человеческого потенциала на 2000 год составляет 0,608 (данные: Программа развития ООН).